# NGC 5076
NGC 5076 é uma galáxia espiral (S0-a) localizada na direcção da constelação de Virgo. Possui uma declinação de -12° 44' 26" e uma ascensão recta de 13 horas, 19 minutos e 30,4 segundos.
A galáxia NGC 5076 foi descoberta em 11 de Maio de 1784 por William Herschel.